# Mount Murchison (Georg-V.-Land)
Mount Murchison ist ein 565 m hoher, kuppelförmiger und größtenteils verschneiter Berg im ostantarktischen Georg-V.-Land. Er ragt 18 km südwestlich des Kopfendes der Buchanan Bay an der Westflanke des Mertz-Gletschers auf.
Entdeckt wurde der Berg bei der Australasiatischen Antarktisexpedition (1911–1914) unter der Leitung des australischen Polarforschers Douglas Mawson. Dieser benannte ihn nach Roderick Murchison (1848–1921), einem Bankier aus Melbourne und Geldgeber der Forschungsreise.